# Villers-Chief
Villers-Chief ist eine französische Gemeinde mit 142 Einwohnern (Stand: 1. Januar 2022) im Département Doubs in der Region Bourgogne-Franche-Comté.

## Geographie
Villers-Chief liegt auf 650 m über dem Meeresspiegel, 15 Kilometer südsüdöstlich von Baume-les-Dames und etwa 31 Kilometer östlich der Stadt Besançon (Luftlinie). Das Dorf erstreckt sich im Jura, auf dem Hochplateau von Villers östlich des Beckens von Orsans, nahe der Quelle der Creuse.
Die Fläche des 7,83 km² großen Gemeindegebiets umfasst einen Abschnitt des französischen Juras. Der Hauptteil des Gebietes wird von der Hochfläche von Villers eingenommen, die durchschnittlich auf 650 m liegt. Sie fällt im Westen zum Becken von Orsans, im Süden zum Tal der Creuse ab und ist überwiegend von Acker- und Wiesland bestanden. Das Hochplateau besitzt keine oberirdischen Fließgewässer, weil das Niederschlagswasser im verkarsteten Untergrund versickert. Nach Südosten steigt das Gelände bis zum Bois de la Côte allmählich an. Mit 773 m wird auf der felsigen Krete von Trois Croix die höchste Erhebung von Villers-Chief erreicht. Südlich des Dorfes befindet sich in einem Erosionstal die Quelle der Creuse (Quellfluss des Audeux).
Nachbargemeinden von Villers-Chief sind Vellerot-lès-Vercel und Villers-la-Combe im Norden, Germéfontaine im Osten, Domprel und Eysson im Süden sowie Épenouse und Bremondans im Westen.

## Geschichte
Im Mittelalter gehörte Villers-Chief zur Herrschaft Vercel. Zusammen mit der Franche-Comté gelangte das Dorf mit dem Frieden von Nimwegen 1678 an Frankreich. Villers-Chief besitzt keine eigene Kirche; das Dorf ist nach Villers-la-Combe pfarrgenössig. Heute ist Villers-Chief Mitglied des Gemeindeverbandes Portes du Haut-Doubs.
Mit dem 1. Januar 2009 wurde die Arrondissementszugehörigkeit der Gemeinde geändert. Bislang zum Arrondissement Besançon gehörend, kamen alle Gemeinden des Kantons zum Arrondissement Pontarlier.

## Bevölkerung
| Jahr                       | 1962 | 1968 | 1975 | 1982 | 1990 | 1999 | 2006 | 2016 |
| Einwohner                  | 167  | 141  | 129  | 112  | 109  | 119  | 114  | 125  |
| Quellen: Cassini und INSEE |      |      |      |      |      |      |      |      |

Mit 142 Einwohnern (1. Januar 2022) gehört Villers-Chief zu den kleinsten Gemeinden des Départements Doubs. Nachdem die Einwohnerzahl in der ersten Hälfte des 20. Jahrhunderts markant abgenommen hatte (1896 wurden noch 232 Personen gezählt), wurden seit Beginn der 1980er Jahre nur noch geringe Schwankungen verzeichnet.

## Wirtschaft und Infrastruktur
Villers-Chief war bis weit ins 20. Jahrhundert hinein ein vorwiegend durch die Landwirtschaft (Ackerbau, Obstbau und Viehzucht) geprägtes Dorf. Daneben gibt es heute einige Betriebe des lokalen Kleingewerbes, unter anderem eine Sägerei und eine Mühle an der Creuse. Viele Erwerbstätige sind auch Wegpendler, die in den umliegenden größeren Ortschaften ihrer Arbeit nachgehen.
Die Ortschaft liegt abseits der größeren Durchgangsstraßen an einer Departementsstraße, die von Orsans nach Pierrefontaine-les-Varans führt. Weitere Straßenverbindungen bestehen mit Vercel-Villedieu-le-Camp, Landresse und Villers-la-Combe.